# Edhem Šljivo
Edhem Šljivo (Sarajevo, 16 de março de 1950) é um ex-futebolista profissional bósnio, que atuava como meia.

## Carreira
Edhem Šljivo fez parte do elenco da Seleção Iugoslava de Futebol da Copa do Mundo de 1982. 